# Howard Arman

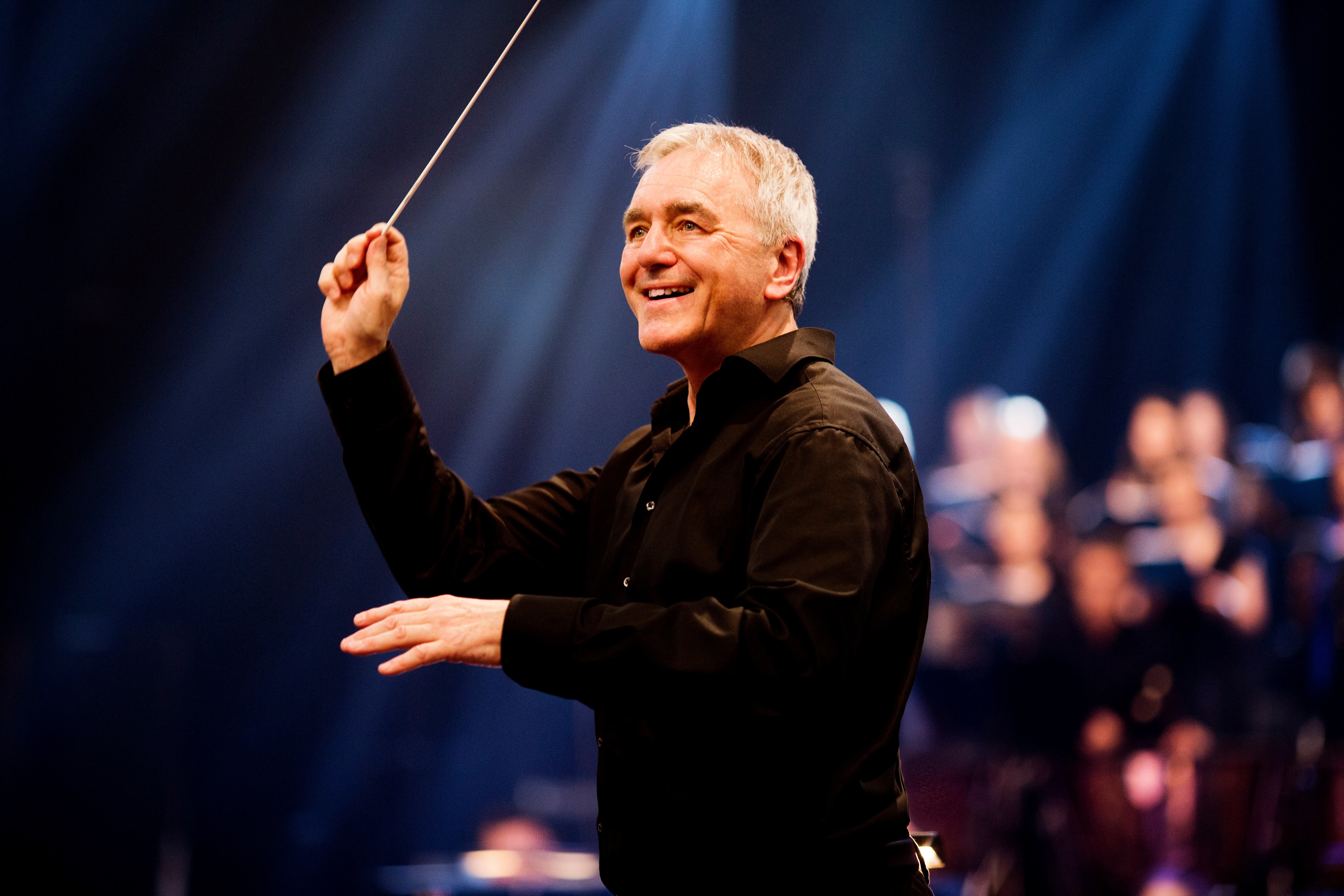
Howard Arman (2018)

Howard Arman (* 30. April 1954 in London) ist ein englischer Chor- und Orchesterleiter sowie Komponist. Er leitete von 1983 bis 2000 den Salzburger Bachchor und von 1998 bis 2013 den MDR-Rundfunkchor Leipzig. Von 2015 bis 2022 war er künstlerischer Leiter des Chores des Bayerischen Rundfunks.

## Leben
Howard Arman studierte am Trinity College of Music in London. Bereits während seines Studiums lernte er die historische Aufführungspraxis näher kennen. 1980 war er mit dem British Choir Abroad beim Festival Cantiere Internazionale d’Arte im italienischen Montepulciano zu Gast, wo er auf den Komponisten Hans Werner Henze traf. Mit diesem realisierte er dann einige Vorhaben.
Er war künstlerisch in mehreren europäischen Städten sowie in Jerusalem tätig. In Deutschland und Österreich arbeitete er u. a. mit den Rundfunkchören von NDR, SWR, ORF und RIAS zusammen. Von 1983 bis 2000 leitete er den Salzburger Bachchor (der Salzburger Bachgesellschaft), mit dem er 1995 beim Eröffnungskonzert der Salzburger Festspiele debütierte. 1986 übernahm er zusätzlich die künstlerische Leitung der Wiltener Sängerknaben in Innsbruck. Mit einigen Chorsängern gründete er 1991 die Innsbrucker Capellknaben. Von 1991 bis 1996 war er künstlerischer Leiter der Innsbrucker Festwochen der Alten Musik. 1991 gab er sein Debüt im Wiener Musikverein.
Durch seine Tätigkeit knüpfte er Kontakte zur Schütz-Akademie im Heinrich-Schütz-Haus in Bad Köstritz. Zwischen 1993 und 1996 schulte er das Händelfestspielorchester Halle an historischen Instrumenten. Der hallische Komponist Thomas Buchholz schuf für ihn die Kammersinfonie VIII „Ellipse“ (1995), die Arman in Stuttgart 1996 mit dem Festspielorchester zur Uraufführung brachte.
Von 1998 bis 2013 war Arman als Nachfolger von Gert Frischmuth Dirigent und künstlerischer Leiter des MDR-Rundfunkchors in Leipzig. 2000 brachte er mit dem Chor im Leipziger Gewandhaus das Auftragswerk Orplid: Kein Ort – Nirgendwo (1998) von Thomas Buchholz zur Uraufführung. Zum 25-jährigen Pontifikat von Papst Johannes Paul II. wurde er 2003 mit den Klangkörpern des MDR in den Vatikan eingeladen, wo er Beethovens live übertragene 9. Sinfonie dirigierte. 2004 konzipierte er die Reihe Nachtgesang, in der er das Chorwerk Endless Light von Laurence Traiger zur Uraufführung brachte. Für die Spielzeit 2010/11 war er in der Nachfolge von Eric Solén Generalmusikdirektor (GMD) der Theater & Philharmonie Thüringen in Altenburg-Gera. Als solcher leitete er Purcells Dido and Aeneas, Mozarts Die Zauberflöte und Wagners Tristan und Isolde.
Das Luzerner Theater bestellte Arman ab der Spielzeit 2011/12 für drei Jahre als Musikdirektor, in dieser Funktion dirigierte er das Luzerner Sinfonieorchester. Er realisierte Händels Hercules, Rossinis La Cenerentola, Mozarts Le nozze di Figaro, Bizets Carmen und Strauss’ Ariadne auf Naxos sowie das Tanztheater Metamorphosen. 2013 debütierte er beim Lucerne Festival. 2014 brachte er mit dem Luzerner Sinfonieorchester Johannes Maria Stauds Oper Die Antilope (2013/14) zur Uraufführung. Arman verantwortete darüber hinaus Produktionen an verschiedenen Opernhäusern Europas, wobei er u. a. mit der katalanischen Theatergruppe La Fura dels Baus kooperierte.
Im Jahr 2002 debütierte Howard Arman beim Chor des Bayerischen Rundfunks. 2015 brachte er die Auftragskomposition des Chores The Cries of London für Soli, Chor und Streichinstrumente im Münchner Prinzregententheater mit der Hofkapelle München zur Uraufführung. Von 2016 bis 2021 war er in der Nachfolge von Peter Dijkstra künstlerischer Leiter des BR-Chors in München. Er setzte u. a. Händels An Occasional Oratorio, Verdis Quattro pezzi sacri, Rossinis Stabat mater, Bachs Weihnachtsoratorium und Monteverdis Marienvesper aufs Programm.
Er war Lehrbeauftragter für Alte Musik am Mozarteum in Salzburg. 2010 wurde er Gastprofessor an der Universität für Musik und darstellende Kunst Wien. 2012 erhielt er als Nachfolger von Ralf Weikert einen Ruf an die Hochschule Luzern – Musik.
Howard Arman war mit der Sängerin Stella Arman (Bevan Family Choir) verheiratet und hat mit ihr drei Kinder: Sebastian Arman (Decco), John Arman und Florence Arman.

## Auszeichnungen
Für die Neuaufstellung des Händelfestspielorchesters Halle im Rahmen der Inszenierung von Händels Oper Orlando wurde er 1996 mit dem Händelpreis der Stadt Halle ausgezeichnet. Seine Chorwerk-Einspielungen der Jahre 2002 (Rachmaninows Das große Abend- und Morgenlob) und 2005 (Grauns Der Tod Jesu) mit dem MDR-Rundfunkchor Leipzig (und dem MDR-Sinfonieorchester) erhielten den Echo Klassik. 2006 wurde er bei den Hallischen Musiktagen als Dirigent, Bearbeiter und Komponist porträtiert, er stellte eigene Werke vor. Die Aufnahme von Schönbergs Gurre-Lieder war als Beste Chordarbietung für die Grammy Awards 2008 nominiert. Für seine Verdienste um die Festspielstadt Salzburg wurde er 2009 mit dem Stadtsiegel der Stadt Salzburg ausgezeichnet. 2011 erhielt er den sächsischen Mozart-Preis. Anlässlich des 50. Jubiläums (2019) der Reihe Nachtgesang wurde er zum ersten Ehrendirigenten des MDR-Rundfunkchors ernannt.

## Diskografie (Auswahl)
- Claudio Monteverdi: Vesper zum Fest Christi Himmelfahrt – Schütz-Akademie (Capriccio, 1996)
- Heinrich Ignaz Franz Biber: Marienvesper – Salzburger Barockensemble und der Salzburger Bachchor (Ars Musici, 1996)
- Thomas Buchholz: Kammersinfonie VIII – Händelfestspielorchester Halle (Thorofon Classics, 1998)
- Sergei Rachmaninow: Vespers – MDR-Rundfunkchor (Berlin Classics, 2002)
- Der Tod Jesu (Graun) – MDR-Rundfunkchor und das MDR-Sinfonieorchester (MDR Edition, 2004)
- Heinrich Schütz: Musikalische Exequien – Schütz-Akademie (Berlin Classics, 2005)
- Robert Schumann: Chorwerke – MDR-Rundfunkchor (MDR Edition, 2005)
- Othmar Schoeck: Chorwerke – MDR-Rundfunkchor (Claves Records, 2007)
- Howard Arman: Metamorphosen – MDR-Rundfunkchor (MDR Klassik, 2013)
- Georg Friedrich Händel: Occasional Oratorio – Chor des Bayerischen Rundfunks und die Akademie für Alte Musik Berlin (BR-Klassik, 2017)
- Felix Mendelssohn Bartholdy: Psalmen – Chor des Bayerischen Rundfunks und das Münchner Rundfunkorchester (BR-Klassik, 2017)
- Johann Sebastian Bach: Motetten – Chor des Bayerischen Rundfunks und die Akademie für Alte Musik Berlin (BR-Klassik, 2018)
- Gioachino Rossini: Stabat Mater – Chor des Bayerischen Rundfunks und das Münchner Rundfunkorchester (Sony Classical, 2018)
- Wolfgang Amadeus Mozart: Große Messe in c-Moll – Chor des Bayerischen Rundfunks und das Münchner Rundfunkorchester (BR-Klassik, 2018)
- Antonín Dvořák: Stabat Mater – Chor des Bayerischen Rundfunks (BR-Klassik, 2019)